# Sheryl Rubio
Sheryl Rubio (Caracas, 28 de diciembre de 1992) es una actriz y cantante venezolana. Inició su carrera como actriz a los siete años con trabajos ocasionales en televisión. En 2007, logró mayor reconocimiento al interpretar a Sheryl Sánchez en la serie de televisión Somos tú y yo (2007-2008) y en sus spin-offs, Somos tú y yo, un nuevo día (2009) y NPS: No puede ser (2010). En 2012, interpretó a Stefany Miller en la serie de drama y misterio Mi ex me tiene ganas. 
Gracias a su personaje en la serie alcanzó popularidad. De 2018 a 2019, interpretó a Lucía Dávila en la serie original de Netflix, La casa de las flores.
La carrera musical de Rubio comenzó en 2007, después de participar en las bandas sonoras de la serie Somos tú y yo, Somos tú y yo (2007), Somos tú y yo, un nuevo día (2009) y No puede ser (2010). Desde entonces, utilizó su voz ocasionalmente participando en algunas bandas sonoras de producciones como Corazón Esmeralda y Guerra de ídolos. En 2019, lanza Terminamos, su primer sencillo como artista solista.

## Biografía
Sheryl Rubio nació en Caracas, Venezuela. Es hija de Óscar Rubio y Damaris Rojas. Tenía una hermana mayor, llamada Damaris Belmonte, quien fue asesinada por su pareja.
Rubio culminó sus estudios primarios y secundarios en el Colegio San José de Tarbes, en Caracas. Rubio confesó que cuando asistía a la escuela no fue popular, e incluso sufrió acoso. A los siete años, empezó a sentir interés en convertirse en actriz, y comenzó su carrera como actriz infantil con pequeños papeles en televisión.

## Carrera

### 2000-2007: Primeros años e inicios de su carrera artística
Su carrera como actriz comenzó a los siete años de edad en pequeños papeles infantiles. Su primera actuación en televisión fue en la telenovela venezolana Amantes de luna llena, en donde realizó una participación especial. Al año siguiente formó parte de La Soberana y La niña de mis ojos, donde interpretó los personajes de una menor Ana Ozores y una niña, respectivamente.
En 2005, Rubio hizo una aparición como invitada en el programa de televisión, Atómico, en donde interpretó la canción «Rebelde».

### 2007-2014:Somos tú y yo, reconocimiento y otros proyectos
En 2007, comenzaron los cástines para la serie de televisión Somos tú y yo. La principal preocupación de los directores de casting era encontrar a la protagonista adecuada de la serie. Rubio se presentó a la audición y los productores quedaron gratamente impresionados por la confianza que tenía la joven en sí misma. Tras seis meses de pruebas, Rubio fue elegida como protagonista de la serie original de Venevisión International, junto a Víctor Drija. Rubio interpretó a Sheryl Sánchez, una chica apasionada por la música, la serie fue grabada entre Caracas y la Isla de Margarita, Nueva Esparta en su segunda temporada. La serie fue una coproducción entre Boomerang y Venevisión. Además fue transmitida en Latinoamérica, Europa, Medio Oriente y Asia. Para su promoción, Rubio realizó una gira nacional en Venezuela para interpretar algunos temas originales de la serie, vendiendo todas las entradas del tour en tiempo récord, incluyendo una serie de seis conciertos en el Poliedro de Caracas, con capacidad para 15 500 personas y en la Plaza Monumental Román Eduardo Sandia en Mérida. De igual forma, su papel en el programa le dio a Rubio reconocimiento internacional. La serie contó con dos exitosas temporadas, además el episodio final de esta tuvo una audiencia de aproximadamente 9.8 millones, la mayor audiencia recibida por cualquier episodio final de una serie de Boomerang Latinoamérica.
Al año siguiente, protagonizó la serie de Boomerang Latinoamérica, Somos tú y yo, un nuevo día, interpretando dos personajes diferentes, Sheryl Sánchez y Candy. La serie es un spin-off de Somos tú y yo y fue basada en la película estadounidense Grease, ambientada en los años cincuenta. Rubio participó en la gira Somos tú y yo, un nuevo día, que comenzó el 29 de noviembre de 2009 en el Polideportivo de Pueblo Nuevo. La serie se estrenó en agosto de 2009 por la cadena Boomerang Latinoamérica.
Siguiendo interpretando el personaje de Sheryl Sánchez, Rubio protagonizó junto a Rosmeri Marval la serie de televisión NPS: No puede ser. La serie es el segundo spin-off de Somos tú y yo y marca el cierre de la serie. La serie obtuvo buena recepción durante su emisión por la cadena Boomerang Latinoamérica y Venevisión.
En enero de 2010, fue convocada por Venevisión, para participar en la telenovela La viuda joven, escrita por Martín Hahn. Allí interpretó a Sofía Carlota Calderón Humboldt, una niña rebelde que busca la independencia y libertad del yugo de su familia. La telenovela fue basada en la vida de la baronesa española Carmen Cervera. El proyecto marca la transición de Rubio a su primer papel maduro en televisión. La ficción fue transmitida internacionalmente, en varios países de Europa.
En 2012, vuelve a trabajar con el escritor Martín Hahn en su siguiente telenovela, Mi ex me tiene ganas, interpretando a Stefany Miller Holt, una estudiante de diseño de modas que se identifica por ser la oveja negra de su familia. Rubio comparte créditos con Carlos Montilla, Hilda Abrahamz y Norkys Batista. Rubio recibió una recepción positiva sobre su actuación de parte de los medios de América Latina y Europa. Este personaje marca su crecimiento actoral en un personaje más maduro. Por su personaje en la serie, obtuvo una nominación de los Premios Inter como Actriz Revelación.
En marzo de 2014, participó en la telenovela original de Vivel Nouel, Corazón Esmeralda, interpretando a Rocío del Alba Salvatierra, una chica que reniega de su condición femenina y quiere tener un aspecto rudo. En la telenovela, Rubio interpretó «Corazón Extraño» y «Dime cómo, cuándo y donde», temas originales. La telenovela fue trasmitida internacionalmente, en varios países de América Latina y Europa. El mismo año, Rubio lanzó su línea de ropa llamada, Sheryl Rubio para Melao en colaboración con la marca Melao. La línea de ropa fue lanzada por Tiendas Beco en Venezuela.

### 2015-presente: Proyectos internacionales
En 2015, interpretó a Ángela Mendori en el capítulo Adiós a las niñas de la serie Escándalos de la cadena Telemundo, basado en el caso del Secuestro de Cleveland, hecho ocurrido en Estados Unidos entre 2002 y 2004 en Cleveland, Ohio. Meses más tarde, se integró el elenco principal de la serie de televisión de TC Televisión, Los Hijos de Don Juan, por lo cual viajó a Guayaquil, Ecuador, para realizar la filmación durante unos meses.
En 2016, Rubio protagonizó la campaña Upload Project de la organización Stand With Us, junto a Candelaria Molfese y varios influencers latinos. Rubio viajó a las ciudades de Tel Aviv y Jerusalén por unos días, para conocer y promover el turismo en Israel.
Ese mismo año, se anunció que sería parte del elenco principal de la serie de televisión estadounidense, Guerra de ídolos. El rodaje de la serie inició el 24 de octubre de 2016 en Los Ángeles, California. La serie fue producida por Martha Godoy para Telemundo y Netflix, en coproducción con Fox Latinoamérica. La serie se estrenó en Estados Unidos el 24 de abril de 2017 por Telemundo.
En julio de 2017, fue anunciada como parte del elenco principal de la serie original de Netflix, La casa de las flores, creada por Manolo Caro, en donde interpreta a Lucía Dávila, su primer rol antagónico. Rubio comparte créditos con Verónica Castro, Cecilia Suárez y Darío Yazbek. La serie se estrenó mundialmente el 10 de agosto de 2018. En octubre de 2018, se confirmó que Rubio participaría en la segunda temporada de la serie, estrenada el 18 de octubre de 2019.
En octubre de 2019, fue confirmada como parte del elenco de la telenovela de Telemundo, 100 días para enamorarnos. Adaptación estadounidense de la telenovela argentina 100 días para enamorarse. El rodaje de la telenovela inició el 23 de octubre de 2019 en Miami, Florida. La producción se estrenó en Estados Unidos por Telemundo en abril de 2020 y se confirmó la segunda temporada, que fue estrenada el 11 de febrero del 2021 en la plataformas Netflix y Blim.
En 2020, tuvo una aparición especial junto a artistas como Danna Paola, Cami, José Madero, Paty Cantú, Ana Guerra, Servando Primera, entre otros, en el concierto en línea Un Cuento de Navidad de la que fue su expareja sentimental, Lasso, donde participó por sorpresa para mantener una conversación con el cantante.
En 2021, Rubio participa en el primer largometraje de su carrera, la comedia romántica mexicana No, porque me enamoro del director Santiago Limón, compartiendo créditos con Sofía de Llaca, Emiliano Zurita, Nath Campos y el vocalista de la banda Matisse, Román Torres. La película se estrenó el 29 de abril en todos los cines de México.
Este mismo año, protagoniza la versión en español de la telenovela podcast Princess of South Beach de MyCulture Podcast, prestando su voz para el proyecto. Compartiendo créditos con Erika de la Vega y Ricardo O'Farrill. El podcast fue nombrado como uno de los podcasts latinos más escuchados en Spotify.

## Carrera musical

### 2007-2014: Bandas sonoras y primeros trabajos como solista
Rubio comenzó su carrera como cantante, después de participar en la banda sonora de Somos tú y yo. El primer álbum obtuvo certificación de platino en Venezuela por la venta de más de 10 000 copias. Tras el éxito del primer álbum musical de la serie, grabó la segunda banda sonora, Somos tú y yo, un nuevo día para su spin-off, lanzada en 2009. En 2010, Universal Music, publicó la banda sonora de la serie de televisión NPS: No puede ser, en donde Rubio interpretó, «Te olvidaste de mi», «Pequeños Detalles», «Quizás» y el tema principal de la serie «No puede ser». Asimismo, grabó el tema «Tu che eri la mia vita» para la edición italiana Non può essere. En 2007, Rubio integró la primera gira de Somos tú y yo en Venezuela, interpretando algunos temas de las bandas sonoras del programa. La primera gira de la serie comenzó el 24 de noviembre de 2007 en el Poliedro de Caracas en Caracas. La segunda y última gira comenzó el 7 de noviembre de 2008 en la Plaza Monumental de Toros de Pueblo Nuevo en la ciudad de San Cristóbal y finalizó el 11 de diciembre de 2008.
En 2012, colaboró con el cantante venezolano Lasso en el sencillo «Quiero que vuelvas». El sencillo obtuvo buena aceptación en los medios digitales. El sencillo formó parte de la banda sonora de la telenovela venezolana Nora.
En 2014, formó parte de la banda sonora de la telenovela Corazón Esmeralda, en donde grabó «Corazón extraño» y «Dime cómo, cuándo y dónde». En 2017, Rubio interpretó dos temas «Tantos milagros» y «No perdamos tiempo», para la banda sonora de la serie de televisión estadounidense Guerra de ídolos.

### Carrera solista
En 2019, Rubio debutó como solista, bajo la producción del productor musical Robbie Meza y lanza su primer sencillo promocional, «Terminamos», publicado el 8 de febrero de 2019.

## Otros trabajos

### Imagen y modelaje
Su debut en el modelaje se produjo en 2005, después de ser imagen de Frescolita, Always, entre otras. También como imagen de la marca Coca-Cola en 2007. 
En junio de 2012, Rubio viajó a Oranjestad para ser jurado en el concurso de belleza infantil Miss Teen Aruba International.
En 2013, fue imagen de la marca de zapatos Pavitas. También, realizó la campaña Yakera de la marca de ropa Melao en Delta Amacuro, Venezuela, compartiendo tomas con la comunidad indígena y visibilizando su cultura. Ese mismo año, Rubio fue imagen de la línea de accesorios Kabuki y fue embajadora de la empresa francesa Longchamp.
En 2016, fue imagen de la marca española Flamingo Glasses en su edición de verano. También fue imagen de Forever 21 en dos colecciones; Back To School y Holiday. En abril de 2016, fue la protagonista de la campaña Taste the Feeling de Coca-Cola.
En 2017, protagonizó la campaña Nike Air Vapormax de la marca Nike Women. También, protagonizó la campaña de la marca de ropa estadounidense Guess, Love Guess, junto al cantante y actor Joe Jonas.
En febrero de 2018, fue coach del programa de televisión original de L'Oréal, Chica Casting . El programa se emitió por E! Entertainment Television, en donde su modelo quedó como segunda finalista.
El 15 de mayo de 2018, viajó a España para participar en la campaña protagonizada por el futbolista portugués Cristiano Ronaldo, Bring Back More de American Tourister Latam. Ese mismo año, fue modelo para la famosa firma de ropa y cosméticos francesa Givenchy y fue imagen de la nueva línea de ropa de la marca española Stradivarius, por lo que viajó a la Costa Amalfitana para participar en la campaña que se desarrolló en Italia.
En 2019, fue imagen de la campaña My Vans de la marca de calzado Vans, junto a los actores Christopher Von Uckermann y José María Torre. Ese mismo año, vuelve a trabajar como embajadora de la marca española Stradivarius en su nueva línea de verano, razón por la cual tuvo que viajar a Puerto Vallarta, para asistir a la expedición realizada en México, junto a la cantante Aitana y un grupo de influencers. Ese mismo año, viajó a Islandia para realizar la expedición de la nueva línea de invierno de Stradivarius, donde vuelve a trabajar con Aitana.
En 2020, fue imagen de la colección de calzados Cali de la marca Puma, protagonizada por Selena Gomez. Desde este mismo año, Rubio es imagen de la marca de agua natural mexicana, Bonafont.

### Otros proyectos
En 2014, Rubio debutó como diseñadora de moda y lanzó su propia línea de ropa, Sheryl Rubio para Melao, que fue un hecho el cual superó las expectativas de la actriz.
Desde 2015, tiene su propio canal de YouTube sobre su estilo de vida. Por esto, obtuvo una nominación a los E! Awards como Celebrity E! en 2016.
En septiembre de 2015, apareció en el vídeo musical «La difícil» de la cantante Corina Smith, junto a Rosmeri Marval, Vanessa Suárez y Rosangélica Piscitelli. También participó en «Cambio de Luces» del cantante Lasso y Saak en 2018, como coprotagonista del videoclip junto a varios influencers mexicanos.

## Filantropía
Sheryl Rubio tenía una hermana mayor, Damaris Belmonte, quien fue asesinada en 1997 en Parque Central en Caracas, por su pareja a los 19 años de edad. Rubio tenía 5 años cuando esto ocurrió y confesó que fue un golpe duro para ella y su madre. Esta experiencia llevó a la actriz a protagonizar diferentes campañas de la ONU Mujeres en contra de la violencia de género, derechos y libertad de la mujer.
En 2011, fue imagen y colaboradora en la campaña Supporting Good Causes de la Fundación de Apoyo y Protección Eco Animal Kikiri Wau, a favor de los derechos y bienestar animal.
En 2015, Rubio promueve la campaña Real Men Are Feminists de la marca Zancaro Swimmear, a favor de los derechos de mujeres que han sido víctimas de violencia de género, cada prenda vendida brindó aporte a las víctimas con capacitación, adiestramiento laboral, apoyo psicológico y asesoría legal para resolver sus casos.

## Vida personal
Comenzó su carrera en YouTube poco antes de mudarse a Ciudad de México en 2016 junto a Andrés Lasso, para continuar ambos con su carrera artística.
En septiembre de 2020, Rubio se comprometió con su pareja estadounidense Lucas Shapiro, con el cual inició una relación a principios de 2019. En octubre del mismo año se casaron en una boda íntima.
Desde 2020, se mudó a Nueva York, Estados Unidos junto a su esposo.

## Filmografía

### Televisión
| Año       | Título                      | Rol                                |
| --------- | --------------------------- | ---------------------------------- |
| 2000      | Amantes de luna llena       | Niña                               |
| 2001      | La soberana                 | Ana Ozores (joven)                 |
| 2001      | La niña de mis ojos         | Niña                               |
| 2007—2008 | Somos tú y yo               | Sheryl Sánchez                     |
| 2009      | Somos tú y yo, un nuevo día | Sheryl Sánchez Candy               |
| 2010      | NPS: No puede ser           | Sheryl Sánchez                     |
| 2011      | La viuda joven              | Sofía Carlota Calderón Humboldt    |
| 2012      | Mi ex me tiene ganas        | Stefany Miller Holt                |
| 2014      | Corazón Esmeralda           | Rocío del Alba Salvatierra López   |
| 2015      | Escándalos                  | Ángela Mendori                     |
| 2015      | Los Hijos de Don Juan       | Malibú                             |
| 2017      | Guerra de ídolos            | Julia Matamoros                    |
| 2018      | Chica Casting               | Ella misma                         |
| 2018—2019 | La casa de las flores       | Lucía Dávila                       |
| 2020—2021 | 100 días para enamorarnos   | Mariana Velarde Barroso            |
| 2021      | Princess of South Beach     | Gloria Calderón / María del Carmen |
| 2023      | Playa soledad               | Helen Castro                       |

### Cine
| Año  | Película              | Rol    | Director       | Notas                 |
| ---- | --------------------- | ------ | -------------- | --------------------- |
| 2021 | No, porque me enamoro | Joanna | Santiago Limón | Debut cinematográfico |

### Teatro
| Año  | Obra                       | Rol        | Notas         |
| ---- | -------------------------- | ---------- | ------------- |
| 2013 | El confesionario de Sheryl | Ella misma | Debut teatral |

## Discografía

### Sencillos
- «Terminamos» (2019)[121]

### Sencillos promocionales
- «Corazón extraño» (2014) (Corazón Esmeralda)
- «Dime cómo, cuándo y dónde» (2014) (Corazón Esmeralda)
- «Tantos milagros» (2017) con Alejandro Speitzer (Guerra de ídolos)
- «No perdamos tiempo» (2017) (Guerra de ídolos)

### Colaboraciones
- «Quiero que vuelvas» (2011) con Lasso[122]
- «Hoy» (2019) con Nael y Justin

### Álbumes conSomos tú y yo
- Somos tú y yo (2007)
- Somos tú y yo 2 (2008)
- Somos tú y yo, un nuevo día (2009)

### Bandas sonoras
- NPS: No puede ser (2010)
- Corazón Esmeralda (2014)
- Guerra de ídolos (2017)

## Giras musicales
- Somos tú y yo Tour (2007-2008)
- Somos tú y yo, un nuevo día, Live Tour (2009)

## Premios y nominaciones
| Año  | Premio        | Categoría         | Trabajo nominado     | Resultado |
| ---- | ------------- | ----------------- | -------------------- | --------- |
| 2013 | Premios Inter | Actriz Revelación | Mi ex me tiene ganas | Nominada  |
| 2016 | E! Awards     | Celebrity E!      | Ella misma           | Nominada  |